# Museum im Kulturspeicher

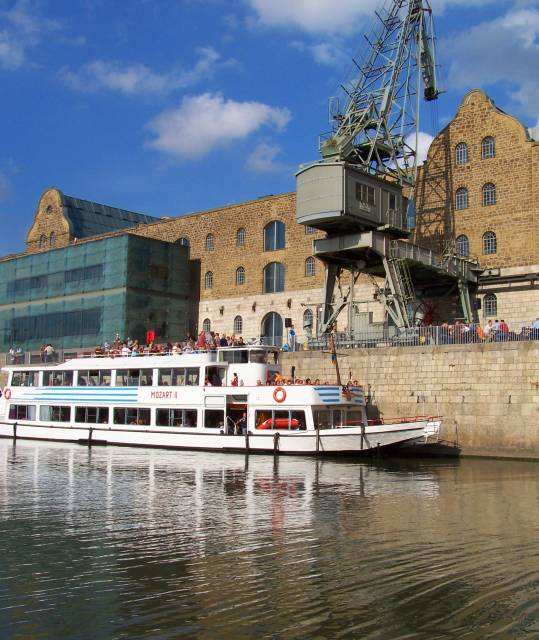
Kulturspeicher Würzburg

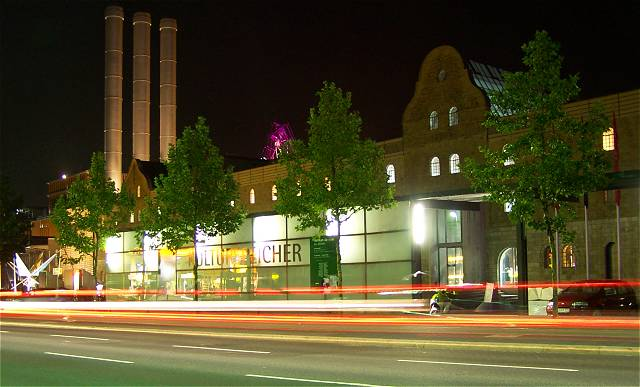
de Kulturspeicher 's nachts

Het Museum im Kulturspeicher is een museum voor moderne en hedendaagse kunst in de Beierse stad Würzburg.

## Geschiedenis
Het museum is voortgekomen uit het stedelijk museum van de stad Würzburg, de Stadtgalerie. Tussen 1996 en 2001 werd een al jaren leegstaand voormalig graanpakhuis uit 1904 aan de Alter Hafen, een haven die destijds parallel aan de rivier Main werd gegraven, door het architectenbureau Brückner & Brückner uit Tischenreuth omgebouwd tot het culturele centrum Kulturspeicher, waar ook het museum zijn plaats heeft gekregen. Het oorspronkelijke gebouw, dat een lengte had van 128 meter, werd met nieuwbouw verlengd tot 160 meter.
Het nieuwe Museum im Kulturspeicher werd in 2002 voor het publiek geopend.
In 2009 werd voor de eerste keer de met 15.000 euro gedoteerde Preis Peter C. Ruppert für Konkrete Kunst in Europa toegekend aan de Franse kunstenaar  François Morellet.

## Collectie
De museumcollectiebestaat uit twee delen:
- de Sammlung Städtische Galerie met kunst uit de negentiende en twintigste eeuw (Duits impressionisme en expressionisme) van onder anderen Erich Heckel, Otto Modersohn en Max Slevogt en hedendaagse kunst van Stephan Balkenhol, Magdalena Jetelová, Joannis Avramidis, Mischa Kuball en Rudolf Wachter. Tot de collectie behoort ook de gehele nalatenschap van de in Würzburg geboren en in 1971 overleden beeldhouwster Emy Roeder.

- de Sammlung Konkrete Kunst van Peter C. Ruppert uit Berlijn, met concrete kunst uit de periode na 1945. De grote collectie omvat werken van kunstenaars uit 22 landen, onder anderen Max Bill, Auguste Herbin, Barbara Hepworth, Anthony Caro, Nigel Hall, Bridget Riley, Victor Vasarely, Richard Paul Lohse, Alf Schuler en Günter Fruhtrunk.